# بوهدان شوخمان
بوهدان شوخمان (اوکراینی: Богдан Володимирович Шухман؛ زادهٔ ۸ آوریل ۲۰۰۰) بازیکن فوتبال اهل اوکراین است.